# Callionymus izuensis
Callionymus izuensis là một loài cá biển thuộc chi Callionymus trong họ Cá đàn lia. Loài này được mô tả lần đầu tiên vào năm 1993.

## Danh pháp khoa học
Loài cá này được đặt theo tên của nơi đầu tiên tìm thấy chúng, quần đảo Izu.

## Phân bố và môi trường sống
C. izuensis có phạm vi phân bố ở Tây Bắc Thái Bình Dương. Loài này chỉ được biết đến ở xung quanh quần đảo Izu, Nhật Bản. C. izuensis sống trên đáy cát (thường xen lẫn với các vụn san hô và các mảnh vỡ của vỏ sò), được tìm thấy ở độ sâu từ 16 đến 18 m.

## Mô tả
Chiều dài tối đa được ghi nhận ở C. izuensis là khoảng 5,6 cm. C. izuensis là loài dị hình giới tính: gai vây lưng thứ nhất của cá đực vươn cao hơn so với cá mái, và vây đuôi của cá đực dài hơn so với cá mái. Màu sắc của các mẫu tiêu bản (cá đực và cá mái) được bảo quản trong rượu: Đầu và thân có màu kem; lưng màu nâu sậm; bụng trắng. Mắt có màu xám đậm. Hai bên đầu của cá đực có các đốm đen. Vùng cổ họng ở cá đực có một đốm nâu; cá mái không có đốm này. Lưng và hai bên thân có nhiều mảng đốm màu nâu sẫm. Vây lưng thứ nhất ở cá đực có các đường sọc màu xám đậm; đốm đen ở cuối gai thứ 2 và 3. Vây lưng thứ nhất ở cá mái có nhiều chấm đen và một đốm đen ở cuối gai thứ 3. Vây lưng thứ hai trong mờ, có 3 - 4 đốm nâu trên mỗi tia vây. Vây hậu môn trong mờ, có dải viền đen gần rìa; chóp các tia vây màu trắng. Vây đuôi có các hàng đốm màu nâu sẫm; rìa dưới màu đen ở cả hai giới. Vây ngực trong mờ, có nhiều chấm và đốm nâu sẫm. Vây bụng trắng nhạt, có các đốm nâu sẫm.
Số gai ở vây lưng: 4; Số tia vây mềm ở vây lưng: 9; Số gai ở vây hậu môn: 0; Số tia vây mềm ở vây hậu môn: 8; Số tia vây mềm ở vây ngực: 17 - 20; Số gai ở vây bụng: 1; Số tia vây mềm ở vây bụng: 5.